# Francis Schaeffer
Francis August Schaeffer (n. 30 ianuarie 1912, Germantown — d. 15 mai 1984, Rochester) a fost un teolog și filosof creștin cunoscut în special pentru contribuția sa la apologetica creștină și ca fondatorul comunității L’Abri Fellowship.

## Biografie
Francis August Schaeffer IV se naște în Germantown, Pennsylvania pe data de 30 ianuarie 1912. Părinții lui sunt Bessie (Williamson) and și Francis (Frank) August Schaeffer III. Împreună își cresc singurul copil într-o casă creștină, dar Francis devine un agnostic încă din tinerețea lui. În 1930, în ultimul an de liceu, se convertește la crestinism ca urmare a unui mesaj al lui Anthony Zeoli.
Schaeffer decide să devină un inginer mecanic, dar în cele din urmă se înscrie la Colegiul Hampden-Sydney în Virginia. Graduează magna cum laude în iunie 1935. Aici o întâlnește pe Edith Rachel Merritt Seville, iar pe data de 6 iulie 1935 cei doi se căsătoresc.  Schaeffer își începe studiile la seminarul Westminster Theological Seminary și se transferă a noul format seminar Faith Theological Seminary în 1937. Graduează în iunie 1938. În aceeași lună se naște prima lui fiica: Janet Priscilla.
Devine păstor în biserica prezbiteriană Bible Presbyterian Church și Covenant Presbyterian Church în Grove City, PA. Pe data de 28 mai 1941 se naște a doua fiica, Susan. Continuă ca păstor în biserica Bible Presbyterian Church (Chester, PA). Între anii 1943 și 1947 lucrează ca păstor iserica Bible Presbyterian Church (Saint Louis, Missouri) unde se naște a treia fiica, Deborah, pe data de 3 mai 1945.
În vara anului 1947, Schaeffer călătorește în Europa ca reprezentant al Consiliului Independent Prezbiterian pentru Misiuni Străine (Independent Board for Presbyterian Foreign Missions). Rolul lui era ca să verifice starea bisericilor afectate de război.
În 1948, familia Schaeffer părăsesc St. Louis și se mută în Lausanne Elveția, iar un an mai târziu în Champery, Elveția unde lucrează ca misionar. Pe data de 3 august 1952 se naște al patrulea copil și singurul fiu, Franky (Francis August Schaeffer V). În mai 1954, se întoarce în America pentru o scurtă perioadă ca să primească titlul onorific „Doctor of Divinity” de la colegiul Highland College în Long Beach, California. La sfârșitul anului se întoarce in Elveția și se mută în Huemoz.
Pe data de 5 iunie 1955 Francis împreună cu soția lui, Edith, întemeiază organizația creștina L'Abri (Adăpostul în franceză). Aceasă organizație va deveni ocupația primordială a vieții lui.
În 1971 primește titlul onorific Doctor of Letters de la Gordon College din Wenham, Massachusetts. Începe să lucreze la cartea și seria de filme How Shall We Then Live? (1974). În aceeași perioadă fondează Consiliul Internațional pentru Ineranța Biblică (en International Council on Biblical Inerrancy). Continuă să lucreze la altă serie de filme Whatever Happened to the Human Race? (1977).
Schaeffer este diagnosticat cu leucemie în 1978. Ca urmare, se mută în Rochester, Minnesota, unde urmează tratamentul de chimioterapie si îsi continuă munca la filmele si cărtile lui. Universitatea Simon Greenleaf School of Law îi acordă titlul onorific Doctor of Laws în 1983, dar condițile de sănatate devin din ce în ce mai rele și este obligat să se întoarcă în Rochester ca să își continue tratamentul.
Pe data de 15 mai 1984, Schaeffer moare în casa lui din Rochester și este îngropat la cimitirul Oakwood Cemetary.